# Nový Zéland na Letních olympijských hrách 1952
Nový Zéland se účastnil Letní olympiády 1952 ve finských Helsinkách. Zastupovalo ho 14 sportovců (12 mužů a 2 žen) v 5 sportech.

## Medailisté
| Medaile | Jméno              | Sport    | Soutěž                  |
| ------- | ------------------ | -------- | ----------------------- |
| Zlato   | Yvette Williamsová | Atletika | Ženy skok do dálky      |
| Bronz   | John Holland       | Atletika | Muži 400 metrů překážek |
| Bronz   | Jean Stewart       | Plavání  | Ženy 100 m znak         |